# Лясковская, Наталья Викторовна
Наталья Викторовна Лясковская (род. 23 мая 1958, Умань Черкасской области УССР) — русская писательница, поэтесса, переводчица, публицист. Член Союза писателей России с 1997 года.

## Биография
Родилась в г. Умань Черкасской области УССР.
Стихи пишет с 6 лет и на русском, и на украинском языках. Начала печататься в 1981 г. в детском разделе газеты «Водный транспорт». С этого времени публиковалась много и часто в центральной и региональной прессе.
Закончила Литературный институт им. А. М. Горького в 1984 г. (семинар Е. М. Винокурова, поэзия).
Член Союза Писателей России с 1997 г. Член Русского ПЕН-центра.
Руководитель пресс-службы Международного Союза православных женщин. Член Совета Союза православных женщин. Член Совета Попечительского совета Фонда святой Татианы.
Председатель жюри фестиваля для детей и юношества «Юные таланты Московии». Председатель жюри (поэзия) Всероссийского Гумилевского литературного конкурса для подростков и юношества «Золотое сердце России».
Автор множества поэтических публикаций в центральной и региональной прессе, участник нескольких поэтических антологий, составитель раздела современной поэзии в культовом издании «Русская поэзия. XX век» (ОЛМА-пресс, 1999). Участник Всесоюзных совещаний, международных фестивалей и симпозиумов по литературе.
Автор нескольких поэтических книг для взрослых и детей.
На стихи Н. Лясковской написана музыка, песни исполняют русская православная певица Татьяна Дашкевич, Светлана Копылова, Зинаида Ильина, Вадим Мошин (самарский рок-клуб), болгарская певица Яна Лилова.
Переводчик с украинского, болгарского, польского. Обладатель диплома с отличием Софийского университета им. Климента Охридски по славистике.
Автор многих опубликованных переводов с языков бывших республик СССР.

## Награды и премии
- Лауреат почётного знака дружбы народов «Белые журавли России» и медали «Поэт и воин Игорь Григорьев (1923—1996)» за большой вклад в сохранение и развитие русской словесности, традиций патриотического воспитания.
- Победитель всероссийского конкурса им. Павла Беспощадного «Донбасс никто не ставил на колени» (2016).
- Лауреат Международной литературной премии имени Фазиля Искандера, присуждена за книгу "Евангельская соль" (2022).

## Книги
- «Ежиная книга», М., ОЛМА-ПРЕСС Образование, 2002.
- «День ежа», М., Олма-Пресс Экслибрис, 2003.
- «Сказки о варежках и бабушках», М., Община Православная Церковь Божией Матери Державная г. Москвы, 2014.
- «Окно в давно забытый сад»
- «Сон-трава»
- «Душа Наташи», М., Наш современник, 2001.
- «Сильный Ангел», Новосибирск, Издательский дом «Сибирские огни», 2014.
- «Православная кухня», М., Вече, 2007.
- «Большая книга мудрости. Библейские притчи», М., АСТ, 2015.
- «Преподобный Сергий Радонежский», М., Издательство Московской Патриархии РПЦ, 2015
- «Матрона Московская», М., Вече, 2016
- Православные святыни России., М., РОСМЭН, 2016
- Евангельская соль. — М.: У Никитских ворот, 2020.

## Журнальные публикации
- Старая песня о войне. Огни Кузбасса № 6/2018
- «Совершается в радость моя лития…». Плавучий мост № 2(18)/2018
- Соловецкое сидение. Дон № 7-9/2016
- Стихи. Юность № 8/2016
- Из пены сиреней восплыть. Дон № 4-6/2016
- И сошлись однажды наши да враги. После 12 № 1-2/2015